# Buchholterberg
Buchholterberg (tot 1805 officieel in het Duits Mittel-Buchholterberg of Mittelbuchholterberg) is een gemeente en plaats in het Zwitserse kanton Bern, en maakt deel uit van het district Thun.
Buchholterberg telt 1.544 inwoners.